# Predestynacja
Predestynacja (od łac. praedestinare, gr. προοριζειν, „przeznaczyć z góry”) – koncepcja religijna, według której losy człowieka (jego zbawienie lub potępienie) są z góry określone przez wolę Boga.

## Predestynacja w chrześcijaństwie

### Katolicyzm

#### Augustyn z Hippony
Zagadnienie predestynacji pojawiło się po raz pierwszy w trakcie kontrowersji pelagiańskiej. Augustyn z Hippony wykazywał błąd pelagianizmu, twierdzącego, że wola ludzka obecnie jest tak samo wolna, jak przed upadkiem Adama i Ewy. Akcent położony przez doktora Kościoła na niezbędność łaski Chrystusa dla wolnej woli człowieka, został przez niektórych zrozumiany jako implicite uzależniający człowieka całkowicie od woli Boga. Według tej logiki osoby, odchodzące z tego świata w stanie niepojednania z Bogiem, czynią to z powodu tajemniczych wyroków Bożych. Zarzuty te zaczęto podnosić pod koniec życia biskupa Hippony. W 429 r. Prosper z Akwitanii napisał list do Augustyna o problemach biskupów Prowansji i Marsylii, którzy nie mieli sympatii pelagiańskich, jednak nie rozumieli, jak można połączyć predestynację z doktryną o wolnej woli. Według ich rozumienia nauki Augustyna człowiek był marionetką spełniającą Boże plany. Do Augustyna napisał także pewien Hilary, przekazując obawy pewnych osób wobec groźby fatalizmu: jeśli jest predestynacja, jaki jest cel upominania bliźnich?. Augustyn odpowiedział na te wątpliwości pisząc traktaty: O przeznaczeniu świętych (De praedestinatione sanctorum) oraz Dar wytrwania. Temat oddziaływania miłości Boga na wolną wolę wyjaśniał także komentując Ewangelię według św. Jana. Pokazywał, że Bóg wzbudza w sercu człowieka pragnienie kosztowania rozkoszy duchowych, a to w niczym nie ogranicza wolności wyboru:

„Nikt nie może przyjść do Mnie, jeśli go nie pociągnie Ojciec” (J 6,44). Nie myśl, że pociągany jesteś przemocą; także miłość pociąga duszę. I nie powinniśmy się obawiać, że opierając się na tym zdaniu Ewangelii, ci, którzy dociekają słów, ale bardzo dalecy są od rozumienia spraw Bożych, sprzeciwią się nam i powiedzą: „Jak mogę wierzyć z własnej woli, skoro jestem pociągany?”. Odpowiadam: „Pociąga cię nie tylko wola, pociąga cię także przyjemność”.
Co to znaczy być pociągniętym przez przyjemność? „Raduj się w Panu, a On spełni pragnienia twego serca” (Ps 37,4). Istnieje jakaś przyjemność serca, której pożywieniem jest chleb niebieski. Jeśli poeta mógł powiedzieć: „Każdego pociąga jego własna przyjemność”, nie konieczność, ale przyjemność, nie obowiązek, ale rozkosz, o ileż bardziej możemy powiedzieć, że do Chrystusa pociągany jest ten, kto znajduje przyjemność w prawdzie, świętości, sprawiedliwości, życiu wiecznym, jako że wszystkim tym jest właśnie Chrystus.
Jeśli zmysły ciała mają swe przyjemności, to czyż dusza nie może mieć swoich? (…) „Błogosławieni – mówi Pan – którzy łakną i pragną sprawiedliwości” (Mt 5,6) tu na ziemi – „albowiem będą nasyceni” tam w niebie! Takiemu dam to, co miłuje; udzielę tego, czego pragnie. Zobaczy to, w co wierzył, nie oglądając; będzie spożywał to, czego łaknął; nasyci się tym, czego pragnął. Kiedy? Gdzie? Przy zmartwychwstaniu umarłych, albowiem „Ja go wskrzeszę w dniu ostatecznym” (J 6,40).
(Homilie na Ewangelię św. Jana, Homilia 26, 4–6)

Dyskusja miała swą dalszą kontynuację po śmierci doktora Kościoła. Głównym obrońcą ortodoksji wizji augustyńskiej był Prosper. Jego przeciwnicy z kolei przedstawiali stwierdzenia, mające być według nich nauką o predestynacji, które przeinaczały myśl Augustyna. Wincenty z Lerynu w swoim Commonitorium zestawił listę rzekomych wyjątków z dzieł Augustyna, której zamierzeniem było przedstawienie poglądów Augustyna w najgorszym świetle.
Nauczanie Augustyna, jakkolwiek nie do końca jasne, według Geralda Bonnera nie może być rozumiane na sposób, w jaki zinterpretował je kalwinizm. Augustyn pisał o przedwiedzy Boga. Ale czasem wypowiadał się jakby niektórzy ludzie byli przeznaczeni na karę. Wizja grzechu pierworodnego Augustyna wskazuje na to, że nie rozumie on tych stwierdzeń jako arbitralnej decyzji Boga, by stworzyć pewnych ludzi jako „naczynia gniewu”, których potępienie miałoby służyć większej chwale Bożej. Najgorsze, czego można ew. dopatrzeć się w tezach Augustyna, jest jedynie to, że Bóg nie ma absolutnej woli, by zbawić wszystkich ludzi.

#### Współcześnie
Predestynacja nie dotyczy pojedynczego człowieka, nie oznacza konkretnego ustalenia jego losu (wiecznego zbawienia lub potępienia), ale dotyczy powszechnego porządku zbawczego Boga, dostępnego dla wszystkich ludzi. 
Jezus Chrystus oddał swe życie za wszystkich ludzi i zaprasza do wiary w Niego. Wynika to m.in. z tego, że słowa Chrystusa na Ostatniej Wieczerzy (Mt 26, 28) o przelaniu Jego krwi (czyli śmierci na krzyżu) „za wielu”, należy rozumieć w znaczeniu semickim, co oznacza „za wszystkich”.
Człowiek może więc Łaskę Bożą przyjąć lub ją odrzucić. Ostateczny los poszczególnego człowieka nie jest z góry określony, pojedynczy człowiek nie jest przeznaczony do zbawienia lub potępienia; człowiek dąży do zbawienia lub potępienia przez całe swoje życie, a jego ostateczny los zostaje wyjawiony na Sądzie Ostatecznym. Natomiast predestynacja do grzechu jest uważana za nie do pogodzenia z powszechną wolą zbawczą Boga.

### Prawosławie
Według dekretu 3. Wyznania wiary Dozyteusza uchwalonego w 1672 roku na prawosławnym synodzie w Jerozolimie, predestynacja opiera się na uprzedniej wiedzy Boga. Bóg zna przyszłe wybory człowieka i na ich podstawie przeznacza jednych do zbawienia, a innych do potępienia.

### Protestantyzm
Predestynacja wyłoniła się znowu jako ważny temat w czasie reformacji.

#### Luteranizm (ewangelicyzm augsburski)
W księgach wyznaniowych luteranizmu kwestię predestynacji porusza XI artykuł Formuły zgody z 1577 roku. Wcześniej kwestia ta nie wzbudzała większego zainteresowania luterańskich teologów.
Według Formuły zgody predestynacja dotyczy tylko zbawionych, a nie potępionych. Predestynacja ta jest bezwarunkowa, czyli nie opiera się na zasługach człowieka, i ma charakter szczegółowy, czyli nie dotyczy jedynie generalnego porządku zbawienia, ale także zbawienia konkretnych osób. Boża łaska jest jedyną przyczyną zbawienia człowieka, ludzkie zło – jedyną przyczyną jego potępienia. Łaska, odkupienie i wola zbawienia mają charakter uniwersalny, potępienia ściąga na siebie człowiek, gdy odrzuca „środek i narzędzie Ducha Świętego”, jakim jest Słowo Boże. Luteranizm odrzuca zarówno koncepcję podwójnej predestynacji, jak i pogląd, że wybór Boży opiera się na przedwiedzy dotyczącej wolnych wyborów człowieka. Johannes Andreas Quenstedt rozumiał predestynację jako opartą na przedwiedzy dotyczącej zasługi Chrystusa oraz jej przyjęcia w wierze przez człowieka wskutek działania Ducha Świętego.

#### Kalwinizm (ewangelicyzm reformowany)
Jan Kalwin ożywił doktrynę podwójnej predestynacji (zasygnalizowanej przez Lutra), ale wbrew powszechnemu mniemaniu nie stanowiła ona ani centralnego, ani nawet szczególnie ważnego systemu w jego teologii. W „Inistitutio” nie ma osobnego rozdziału jej poświęconemu, a sekcja, w której Kalwin o niej pisze, zmieniała miejsce w kolejnych wydaniach tego dzieła, by ostatecznie znaleźć się w części poświęconej zbawieniu. Sam Kalwin, choć przyznawał, że część osób jest predestynowana do zbawienia, a część do potępienia, kategorycznie odmawiał wskazania już tu na ziemi, kto należy do którejkolwiek z grup. Uważał, że wierni powinni żyć i zachowywać się, jakby byli predestynowani do zbawienia.
Po śmierci Kalwina jego następcy uczynili predestynację ważnym elementem systemu kalwińskiego, ale nacisk na jej ważność różnił się w zależności od kraju: pasjonowali się nią Holendrzy i Szkoci, dużo mniej uwagi poświęcali jej Francuzi, Niemcy i Szwajcarzy – np. Katechizm Heidelberski nie wspomina o niej nawet jednym słowem. Późniejsze niektóre wykładnie kalwinizmu, posuwając się dużo dalej niż sam Kalwin, ograniczyły wiarę w powszechną zbawczą wolę Boga i twierdziły, że śmierć Chrystusa była ofiarą poniesioną tylko za wybranych (wersja skrajna), albo choć była poniesiona za wszystkich, to była efektywna i skuteczna tylko wobec tych wybranych. 
W nauczaniu Augustyna z Hippony widzieli oni następujące racje swojej teorii:
1. uprzedniość i darmowość łaski Bożej;
2. nieodpartość bezwzględności jej mocy;
3. przekonanie o niemocy i zepsuciu człowieka w wyniku grzechu pierworodnego.

Doktryna kalwińska o podwójnej predestynacji, nie zaakceptowana przez arminian, została narzucona na Synodzie w Dordrechcie (Dort) w kanonach z Dort (1618–1619) i przez Zgromadzenie w Westminster w konfesji westminsterskiej (1647), które ogłosiło, że przynajmniej po upadku Bóg nie chciał zbawienia wszystkich ludzi i że Chrystus umarł tylko za wybranych. Ustalenia obu tych ciał nie były jednak przyjęte przez inne Kościoły reformowane (Niemcy, Szwajcaria, Węgry, Francja i Polska), które uważały je za zbyt radykalne i daleko idące, szczególnie w zakresie śmierci Chrystusa tylko za niektórych. Co znamienne, od XVIII wieku w teologii reformowanej zaczęło się powszechne odchodzenie od takiego radykalizmu i niuansowanie stanowiska. Dziś obowiązuje ono jako wiążąca wykładnia tylko ultrakonserwatywne kościoły w Holandii i USA.

#### Karl Barth
W XX wieku Karl Barth starał się przedstawić chrystologiczne ujęcie nauki o predestynacji w ramach swojego rozumienia Boga. Według niego Chrystus jest zarówno Bogiem, który przeznacza człowieka, jak i człowiekiem, który jest przeznaczony; w zjednoczeniu z Chrystusem ludzie mogą odkryć swoje wybranie. W tym, że wszystkich ludzi można uważać za wybranych w Chrystusie, niektórzy krytycy widzą raczej odzwierciedlenie uniwersalizmu niż predestynacji w klasycznym sensie.

### Świadkowie Jehowy
Świadkowie Jehowy odrzucają koncepcję predestynacji, wyrażają pogląd, że Bóg posługuje się zdolnością przewidywania w sposób selektywny, według własnego uznania. Uważają, że z Biblii wynika, iż Bóg podejmuje decyzje po uprzednim zbadaniu zaistniałej sytuacji.

## Predestynacja w islamie
Koncepcja predestynacji (kadar) odegrała też ważną rolę w rozwoju muzułmańskiej myśli teologiczno-filozoficznej. Kadar to teologiczny odpowiednik kismetu, czyli w rozumieniu ludowym przeznaczenia, którym kieruje Bóg. Pobożny muzułmanin zawsze się liczy z interwencją Bożą.